# عملیات ۱۰۲۷
عملیات ۱۰۲۷ (برمه‌ای: ၁၀၂၇ စစ်ဆင်ရေး) یک عملیات نظامی مشترک است که توسط اتحاد سه برادر (برمه‌ای: ညီနောင်မဟာမိတ်သုံးဖွဲ့) که یک ائتلاف نظامی متشکل از ارتش آراکان (AA)، ارتش اتحاد دموکراتیک ملی میانمار (MNDAA) و ارتش آزادیبخش ملی تاانگ (TNLA)، می‌باشد، کلید خورد. محل درگیری در میانمار و مرز آن با چین می‌باشد.
نیروهای مشترک حملات همزمانی را در چندین شهر در شمال ایالت شان آغاز کردند و ارتش میانمار، نیروی پلیس میانمار و تأسیسات شبه نظامی طرفدار آن را در کوتکای، کیاکمه، میوز، نامکم، ناونگکیو، لاشیو و چینشوهاو را هدف قرار دادند. شورشیان بعداً یورش خود را در خارج از ایالت شان به سمت منطقه ساگینگ گسترش دادند و حملاتی را در موگوک، ماندالای و هتیگیینگ ترتیب دادند و کاولین را به تصرف خویش درآوردند. تا ۱۱ نوامبر، ائتلاف اخوان مدعی بود که در مجموع ۱۶۸ پایگاه ارتش را در سراسر منطقه به نفع خود تصرف کرده‌است. دیگر گروه‌های فعال ضد حکومت نظامی در کشور، مانند نیروی دفاع خلق (PDF) دولت در تبعید، حمایت و مشارکت خود را در این عملیات و انجام حملات بیشتر علیه رژیم اعلام داشتند.

## اهداف
اتحاد سه اخوان بیانیه مشترکی را منتشر کرد که آغاز عملیات ۱۰۲۷ را در ۲۷ اکتبر ۲۰۲۳ اعلام کرد. این ائتلاف توانایی جذب ۱۵۰۰۰ نیرو را در خود نشان داد. در این بیانیه اهداف اولیه عملیات به شرح زیر بیان شده‌است:
- "از جان غیرنظامیان محافظت کنید
- حق [خود] برای دفاع از خود را ابراز کنید
- کنترل قلمرو [خود] را حفظ کنید
- به حملات توپخانه ای و هوایی که توسط شورای اداری دولتی انجام می‌شود قاطعانه پاسخ دهید.
- حکومت نظامی سرکوبگر را ریشه کن کنید
- با کلاهبرداری گسترده قمار آنلاین در میانمار، به ویژه در امتداد مرز چین و میانمار بجنگید"[۸][۹]

صنعت کلاهبرداری سایبری از زمان کودتای فوریه ۲۰۲۱ میانمار را گرفتار خود کرده‌است. حکومت نظامی با باندهای چینی کار می‌کند تا بیش از ۱۲۰۰۰۰ نفر را به کشور منتقل کنند، جایی که آنها مجبور به کار در شرایط غیرانسانی و تحقیرآمیز هستند. این صنعت میلیاردها دلار درآمد برای حکومت نظامی و باندها به ارمغان آورده‌است. چین برای پایان دادن به این رویه بر رژیم فشار آورده و اعلامیه اتحاد اخوان برای مبارزه با این عمل ممکن است تلاشی برای جلب حمایت چین باشد. بر پایه جلسه‌ای اضطراری، شورای دفاع و امنیت ملی، مین آنگ هلائینگ، رهبر حکومت نظامی، خاطرنشان کرد که تنش‌های طولانی مدت و مراکز کلاهبرداری در امتداد مرز با سرمایه‌گذاری چین تشدید شده‌است.